# 卡尔卡拉利区
49°28′12″N 75°30′36″E / 49.47000°N 75.51000°E

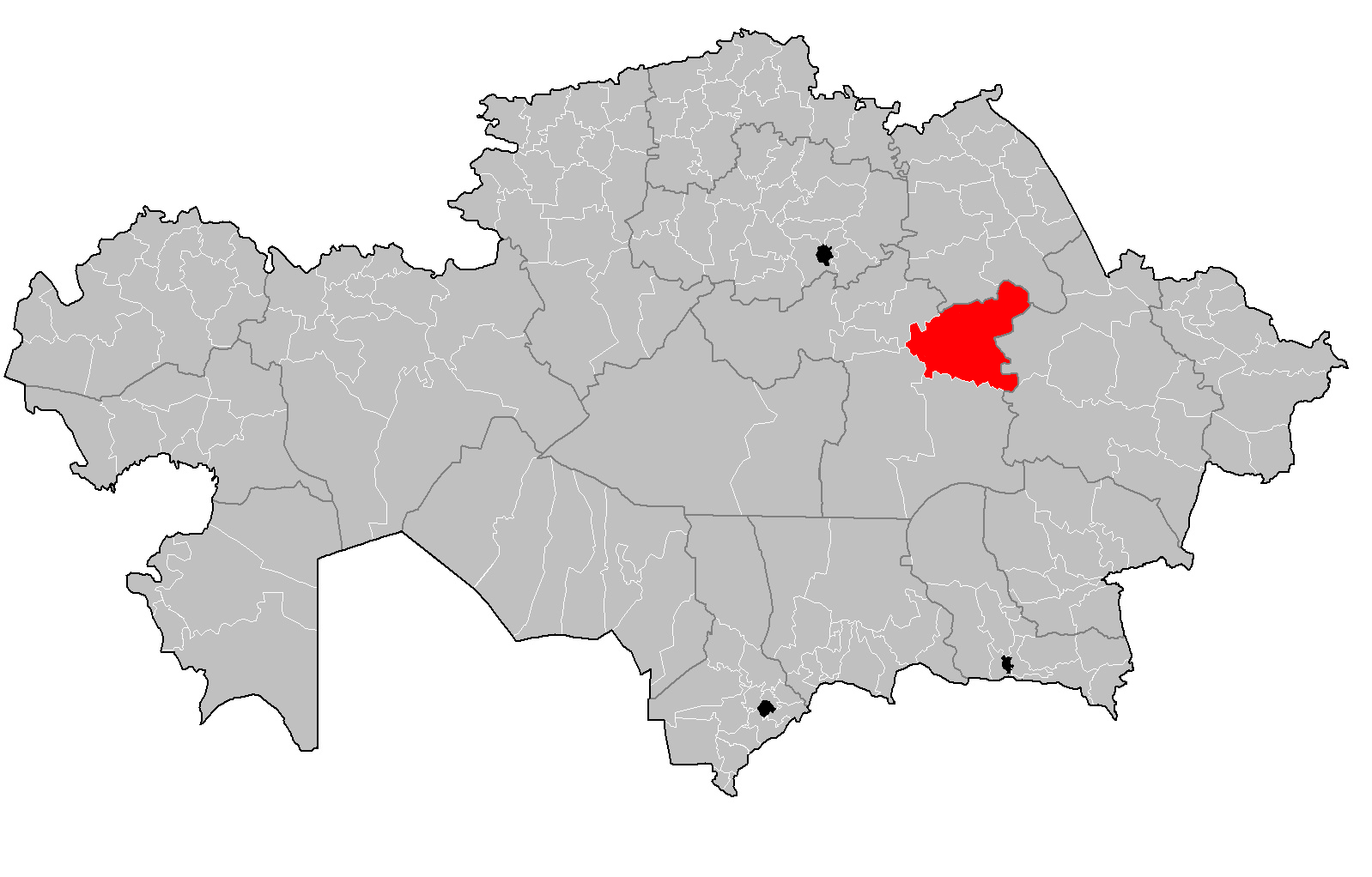

卡尔卡拉利区是哈萨克斯坦的行政区，位于该国中部，由卡拉干达州负责管辖，首府设于卡尔卡拉利，始建于1930年，面积53,600平方公里，2019年人口36,025。